# Marc Bühler (Musiker)

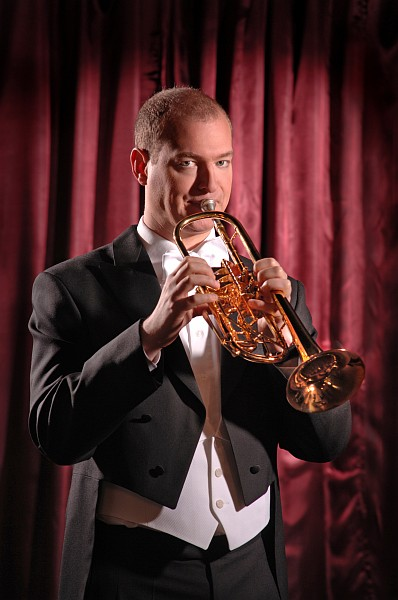
Marc Bühler

Marc Bühler (* 1976 in Bretten) ist ein deutscher Trompeter.
Bühler studierte Trompete an der Musikhochschule Stuttgart bei Wolfgang Bauer und besuchte Meisterkurse bei German Brass und Hannes Läubin.

## Konzertkarriere
Marc Bühler ist freiberuflicher Trompetensolist, konzertiert im In- und Ausland und ist
Gastsolist in verschiedenen Orchestern und Kammermusikensembles. Konzertreisen führten ihn durch Norwegen, Finnland, Ungarn und Österreich.
Er gründete 2001 mit Timo Handschuh ein Trompete-und-Orgel-Duo, das in Deutschland und im Ausland auftritt.
In seiner Heimat, dem Kraichgau, spielt er mit seinem Trompetenensemble häufig bei Kantaten und Oratorien im Kloster Maulbronn unter der Leitung von Jürgen Budday.
Außerdem wirkte er bereits bei vielen CD- und Rundfunkaufnahmen mit.
Seit Oktober 2006 ist Marc Bühler Dozent an der Pädagogischen Hochschule in Karlsruhe in den Fächern Trompete und Bläserkammermusik.